# Благовіщенський міст
Благовіщенський міст (рос. Благовещенский мост, у 1855–1918 Миколаївський міст, з 1918 до 15 серпня 2007 називався «міст Лейтенанта Шмідта») — перший постійний міст у Санкт-Петербурзі.

## Історія
Це був старий міст, який отримав після 1917 року назву моста лейтенанта Шмідта, у свій час будувався протягом восьми років (1842–1850). Для того часу це був чудовий міст: опори його гранітні, прогонні будівлі чавунні, аркові системи. Побудова опор на свайних основах, при значній глибині води, представляла значні труднощі. Кессонів для мостів на той час ще не знали. Ширина проїзду — 15 метрів. Ділився на 2 рукави по 6 метрів довжиною кожний. Рух мостом на ХІХ столітті почав гальмуватись. Великі проблеми судноходству створював розвідний прогон. Міст потребував реконструкції.
У радянські часи транспорті навантаження, які збільшилися, вимагали капітальної перебудови, що була здійснена у 1936–1938 роках за проектом професора Григорія Передерія і архітектора Лева Носкова. Новий двокрилий прогін було влаштовано між центральними опорами. Попередній розвідний прогін було замінено гранітом. Прогони з боків розвідної частини мосту були заново перекриті стальними балками. Вперше в історії мостобудування Передерій застосував електрозварювання.
Від попереднього Благовіщенського моста залишилися тільки перила та опори. Довжина мосту склала 331 м, ширина — 24 м. Чавунні конструкції були замінені на сталеві. Від цього вага мосту стала у чотири рази меншою.